# USON Nevers Rugby
Pour les articles homonymes, voir Uson.
Maillots
Actualités
L'USON Nevers Rugby (connu en tant qu'Union sportive olympique nivernaise jusqu'au 30 juin 2016) est un club français de rugby à XV qui se situe à Nevers dans la Nièvre.
Il évolue pour la saison 2024-2025 en Pro D2.
Régis Dumange est le président-directeur général de la structure professionnelle et Arnaud Goguillot est le président de l'association USON Nevers rugby depuis 2018.

## Histoire

### Le Peloton d'avant-garde
Le PAG (Peloton d’avant-garde) est créé le 1er août 1903 avec son président Gustave Bossut.
Le dimanche 22 décembre 1911, le PAG est invité par le nouveau club de AS Montferrand, les Neversois s'imposeront largement en inscrivant 39 points (10 essais et 3 pénalités). La montée en puissance du PAG s’arrêta avec le début de la guerre.

### L'après-guerre
En mars 1923 le PAG devient l'USN (Union sportive nivernaise). La saison 1955 signe le premier exploit de l’histoire du club avec la montée en deuxième division. Lors des phases finales de D3, les Nivernais dominent, en quart, le Stade dijonnais, 11-6. L’aventure se termine en demi-finale devant Saint-Claude (8-0). Pour l’anecdote, en huitième, Nevers écarte Meaux au bénéfice de l’âge (0-0 après prolongation).

#### Fusion avec l’Olympique de Nevers
En 1956 l'USN fusionne avec le club voisin de l'Olympique de Nevers pour devenir l'USON (Union sportive olympique nivernaise) et la victoire, un an plus tôt, en challenge Rhône-Alpes (17-8 contre Dijon) est le prémisse d’une extraordinaire saison 57-58. En seizième, ASPTT Paris est battue 14-9, puis c’est au tour de Valence d’être éliminé, 6-3. Le 26 avril, à Roanne, face à l’US bressanne, Nevers tutoie la première division mais échoue de peu, 14-8.

### Entre D2 et D3
En 1979 sous l’impulsion du trio Jean Lartigue, Bernard Coudol et Alain Vaquié, l’USON, en seizième, à Sens, prend le meilleur sur Saint-Germain-en-Laye, 20-13, et décroche son billet pour la deuxième division. La saison 1981 est l’une des plus belles pour les azurs et or, et propulse le quinze neversois jusqu’à Decazeville où l'aventure s’arrête aux portes du Groupe B, 25-10 contre Saint-Lary-Soulan. Nombreux gardent encore le souvenir du match précédent et de la victoire, à Orléans, face au CASG Paris, 28-16 au bout de la prolongation. L’année 1983 est une bonne saison puisque les juniors usonistes vont jusqu’en huitième de finale de la Coupe René Crabos, signant, au passage, un succès sur le Racing club de France, 14-12. En 1984 avec Jean-Claude Payeras aux manettes, Nevers réalise une saison pleine même si les espoirs d’accession en Groupe B sont annihilés, à Guéret, par le quinze de l'US Cognac du pilier Laurent Seigne, 29-9. Dans l'année 1985 la section rugby de l'USON acquiert son autonomie.
En 1993 les internationaux tunisiens Jean Hadjkacem et Ezzeddinne Ferjani montrent la voie de la montée en D2. À Saint-Léger-des-Vignes, le derby face à Moulins ouvre les portes de la seconde division aux Jaunets. Pendant la saison 1999, les deux compères Bernard Etcheverry et Bernard Chinellato sont aux manettes de l’USON, qui, alors en D3, aligne douze victoires d'affilée. La montée est au bout de l’effort. À Auxerre, Nevers bat Ordon-Sens pour la troisième fois de la saison et accède à la seconde division.

### Les années 2000
Pour la saison 2000 en Nationale 2, le club neversois accueille un Néo-Zélandais de 19 ans, Sione Lauaki. Sous l’impulsion de ce joueur (qui deviendra All-Black), les Jeaunets sont opposés en trente-deuxième de finale à l'Union sportive vizilloise. Le match se joue à Belleville-sur-Saône. Largué à la pause, 24-9, Nevers arrache la prolongation où la partie se termine sur le score de 30 partout. Nevers est éliminé aux essais. Après une saison en Fédérale 3 pendant la saison 2006-2007, l’USON remonte avec seulement deux défaites.

### La renaissance
En début de saison 2007-2008 l’USON joue le maintien et après une bonne saison il joue la montée. Durant les phases finales l’USON est éliminé en 8e face à Suresnes.
Pour la saison 2008-2009 l'USON se retrouve dans la poule 2 de Fédérale 2 et vise la montée en Fédérale 1 avec un budget de 900 000 euros. Sous l'impulsion de Régis Dumange PDG de Textilot après avoir échoué la montée en Fédérale 1 pendant la saison 2008-2009, l'USON est un des favoris de sa poule pour une tentative de montée. Pour cela l'USON se donne les moyens de réussir avec le recrutement de joueurs qui ont une expérience du haut niveau et un budget important (environ 3 millions d'euros en 2010).
Lors de la saison 2009-2010, l'USON accède à la Fédérale 1 pour la première fois de son histoire en battant Domont 54 à 12.

### De nouvelles grandes ambitions
Après un maintien acquis plutôt facilement lors de sa première saison en Fédérale 1, Nevers vise depuis une montée en Pro D2, exploit qu'aucun club bourguignon n'a encore réussi depuis l'apparition des poules uniques.
En 2011-2012, l'USON réalise une bonne saison et se qualifie pour les phases finales de Jean Prat. Les Nivernais parviennent même jusqu'en quart de finale face à Valence d'Agen après avoir éliminé le RC Vannes en huitièmes. Malgré un match aller largement perdu (32-15) à Valence, les jaunes et bleus parviennent à renverser le score au match retour (22-3). Mais à une minute de la fin, un essai assassin en contre des Sudistes porte le score à 22-10 et prive les Neversois d'une demi-finale face au Colomiers rugby.
Pour la saison 2012-2013, Nevers affiche ses ambitions de montées en Pro D2. Pour se rôder au haut niveau, Nevers demande à être transféré dans la poule Sud-Ouest, plus relevée que la poule Nord-Est dans laquelle elle était inscrite jusqu'alors. Cette demande sera acceptée, puisque les Nivernais y seront bel et bien transférés, avec une belle réussite : le duo de tête Montauban-Nevers domine en effet très largement sa poule. En phase finale, Nevers accède pour la seconde saison consécutive aux quarts de finale, éliminé par le CS Bourgoin-Jallieu 21-16 et 8-23 (3 essais partout sur l'ensemble des deux matches).
Pour la saison 2013-2014, versée dans une poule difficile (avec Massy, Lille, Vannes, Saint-Nazaire entre autres), l'USON termine à la seconde place de la poule 1 et se qualifie pour les phases finales du championnat de France de Fédérale 1. Après avoir éliminé le Stade Rodez Aveyron en huitièmes de finale, il chute contre l'US Tyrosse en quarts de finale.
Pour la saison 2014-2015, l'USON termine 1er, invaincu, de la poule 1 et se qualifie pour les phases finales du championnat de France de Fédérale 1. Après avoir éliminé le Stade bagnérais en huitièmes de finale, Soyaux Angoulême XV en quarts de finale, il chute contre le Lille MR en demi-finales ratant ainsi la montées en Pro D2.
Le 31 juillet 2015, à l'entrée 2015-2016, l'USON se déplace à La Rochelle pour un match amical qu'il perd 43 à 5. Le club de l'Union sportive olympique nivernaise est officiellement renommé USON Nevers rugby auprès de la FFR, le 30 juin 2016. Le club se tourne vers l’avenir en optant pour une image plus moderne et dynamique, et un nom ayant une visibilité nationale en vue de sa montée en 2e division. L’ancien manager de Montauban, Xavier Péméja, rejoint les rangs de l’USON Nevers rugby à la suite du départ de Jean Anturville.
L'USON entame la saison 2016-2017 de Fédérale 1 élite avec un budget record de 9 millions d'euros qui, à titre de comparaison, égale celui de Biarritz, 3e budget de Pro D2.
Le 13 mai 2017, l'USON accède officiellement à la Pro D2 en s'imposant face au SO Chambéry lors de la finale retour d'accession sur le score de 35 à 9. Les Neversois s'étaient inclinés au match aller 28 à 19. L'équipe de Nevers avait terminé 3e du championnat de Fédérale 1 élite et l'avait emporté en demi-finale d'accession contre Aix-en-Provence. Le club enregistre alors le jour de cette finale retour, un record d'affluence au stade du Pré Fleuri avec la présence de plus de 7500 spectateurs. L'USON rejoint donc Massy, champion de Fédérale 1 élite en Pro D2 pour la saison 2017-2018.

### Débuts en division professionnelle

#### Maintien en Pro D2 (2018)
Pour la saison 2017-2018, l'USON fera une entrée remarquable dans le monde professionnel du rugby à XV français en se classant 7e à l'issue de la phase régulière du championnat de Pro D2. Le club décroche officiellement son maintien le 16 mars 2018 en s'imposant 30 à 13 face à l'US Dax lors de la 27e journée, soit à trois journées de la fin du championnat. Nevers termine donc avec les honneurs, pour un promu, et un total de 69 points en 30 journées de championnat, soit à 23 points du premier relégable. La satisfaction sportive de cette première saison sera entaché par le décès de Julien Janaudy le 1er avril 2018, joueur évoluant au club depuis cette saison, des suites d'un accident de la route.

#### Demi-finaliste de Pro D2 (2022)
L'équipe de Nevers progresse. En 2022, l'USON termine quatrième au classement de Pro D2 à l'issue de la saison régulière se qualifiant ainsi pour les barrages. Nevers élimine Carcassonne en barrage (24-12). Toutefois, Nevers est éliminé en demi-finale de Pro D2 par le Stade montois.

## Identité visuelle

### Couleurs et maillots
Les Neversois jouent traditionnellement en jaune et bleu (dominante de jaune). Le maillot actuel est fabriqué par la société italienne Macron et sponsorisé principalement par la marque de textile Textilot Plus, entreprise du président du club Régis Dumange. La ville de Nevers est l'un des sponsors phare du club nivernais.

### Logo
Le 27 mai 2016, le club présente un nouveau logo,.

Évolution du logo
Logo abandonné en 2016.
Logo depuis 2016.

## Palmarès

### Détail du palmarès
Le tableau suivant récapitule les performances du club :
- titres de champion et finales ainsi que les meilleures performances dans les compétitions.

| Compétitions nationales | Compétitions régionales                                     |
| Championnat de France de Pro D2 - Meilleure performance : demi-finale en 2022 Championnat de France de Fédérale 1B - Champion (1) : 2015 | Championnat du Centre Est de 2e série - Champion (1) : 1906 |

## Évolution du budget
| Saison | 2017-2018 | 2018-2019 | 2019-2020 | 2020-2021 | 2021-2022 | 2022-2023 | 2023-2024 | 2024-2025 |
| Budget | 10,14 M€  | 12,4 M€   | 15 M€     | 11,6 M€   | 11,6 M€   | 12,55 M€  | 11 M€     | 13,9 M€   |

## Infrastructures

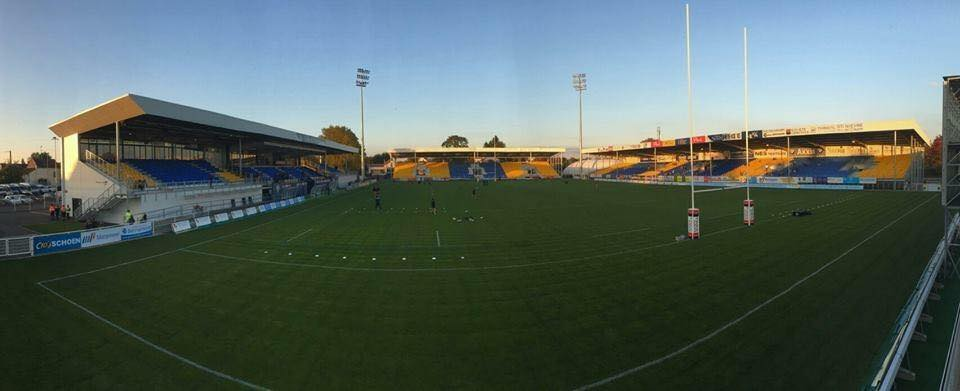
Stade du Pré Fleuri

### Le stade du Pré-Fleuri
L'USON dispute ses matchs dans le stade du Pré Fleuri qui se trouve sur la commune de Sermoise-sur-Loire, à la sortie sud de Nevers. Le stade du Pré Fleuri est équipé de trois tribunes. Toutes sont couvertes. La tribune Honneur (tribune Ville de Nevers) compte 1190 places. Nombreuses d'entre-elles sont réservées aux partenaires du club (SASP). Sous cette tribune se trouvent les vestiaires, des bureaux et la bodega (espace buvette couvert). La Tribune Est inaugurée en 2010 a été agrandie en 2013 afin de porter sa capacité à 3678 places assises (tribune Nièvre). Plus récemment construite, la tribune Nord (tribune Nevers Agglomération) offre 2250 places supplémentaires depuis novembre 2015. Le stade est aussi équipé d'un vaste restaurant et d'un espace réceptif derrière l'en but sud. Trois terrains d'entraînement et d'échauffement (dont un synthétique) existent à proximité du Pré Fleuri. Les jeunes du club bénéficient également des stades de la Baratte et de la Raie.

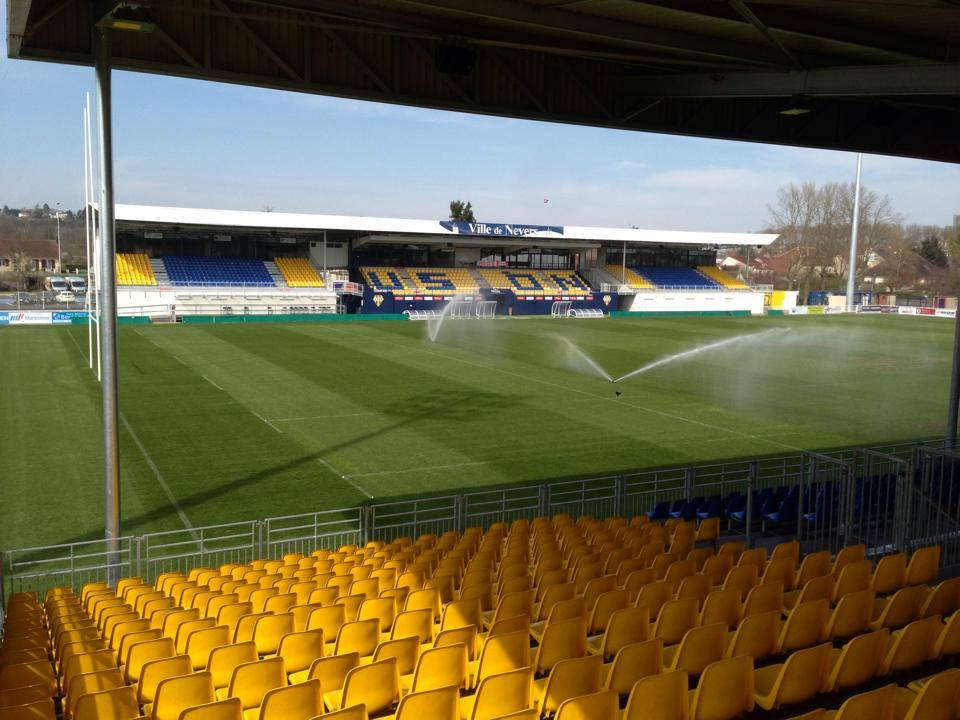
Vue de la tribune d'Honneur depuis la tribune Est.
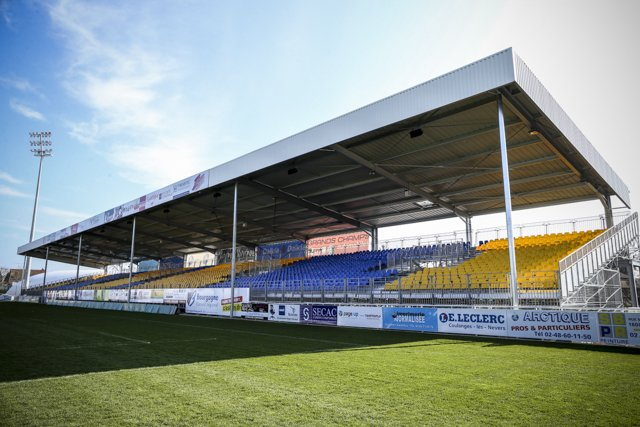
La tribune Est agrandie.
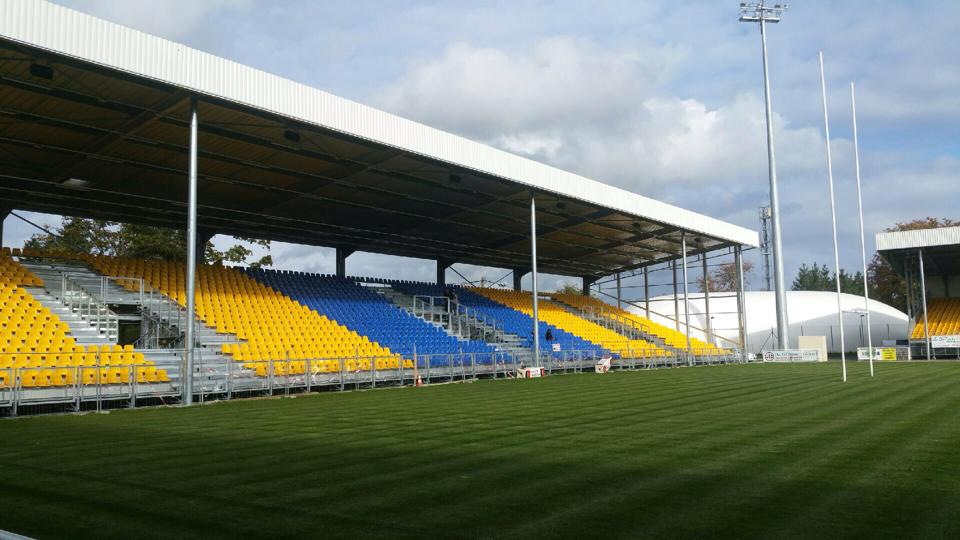
La nouvelle tribune Nord.

### Le centre d'entraînement et de perfectionnement (CEP)
Depuis la rentrée 2016, l'USON s'est doté d'un centre d'entraînement et de perfectionnement permettant de proposer au groupe de joueurs pro de toutes les infrastructures nécessaires au bon déroulement des entraînements et de leur préparation sportive et physique. Le centre est alors doté en un seul et même lieu d'une salle de musculation, d'un pôle médical composé d'un espace kinés et d'un bureau médecin, de vestiaires, d'un espace bureaux pour les entraîneurs, d'une salle destinée à la vidéo collective et individuelle, d'une salle de repos pour les joueurs. Le centre est également équipé d'un service de restauration pour les déjeuners et divers repas pris en groupe lors des matchs. Enfin, le centre est situé à quelques pas seulement des terrains annexes sur lesquels l'équipe s’entraîne. Les bureaux surplombent d'ailleurs ces terrains.

### Le centre de formation (CDF)
Depuis septembre 2010, un centre de formation a ouvert ses portes à une trentaine de joueurs venant de toute la France. Ce centre de formation est géré conjointement par l’association et la SASP. Son but est de former des jeunes qui pourront rapidement répondre aux attentes des équipes seniors. Cette formation n’est pas que sportive puisqu’elle comprend également un suivi scolaire approfondi en relation étroite avec l’éducation nationale et le ministère de l’agriculture. Ce volet scolaire est organisé autour d’une équipe d’enseignants recrutés pour leurs qualités pédagogiques et leurs connaissances des jeunes sportifs. Le centre de formation vise donc à former des sportifs brillants, tant sur le terrain que sur les tables de l’école.
Patrice Koechlin, le directeur du centre et responsable du suivi des études est épaulé par Manuel Cabanes et Régis Sigoire pour la partie sportive. Enfin, Cyril Raillard est chargé de la préparation physique.
Actuellement, les travaux du nouveau centre de formation se poursuivent afin d'offrir en un seul et même lieux, la capacité aux jeunes de s’entraîner (salle de musculation, et terrains), de poursuivre les études (salle de cours) et de s'y loger (chambres et espace commun). Ils pourront également profiter du service de restauration sur place.

## Personnalités du club

### Effectif 2024-2025
| Nom                        | Naissance         | Nationalité sportive | International | Dernier club                | Arrivée au club |
| Talonneurs                 | Talonneurs        | Talonneurs           | Talonneurs    | Talonneurs                  | Talonneurs      |
| -------------------------- | ----------------- | -------------------- | ------------- | --------------------------- | --------------- |
| → Stefan Buruiana          | 3 mars 2003       | Roumanie             | -             | Castres olympique (en prêt) | 2025            |
| Jean-Maxence Jules-Rosette | 18 avril 2004     | France               | -             | ASM Clermont                | 2024            |
| Efitusi Ma'afu             | 23 janvier 1998   | Australie            | -             | Rouen NR                    | 2024            |
| Jonathan Maiau             | 16 octobre 2001   | France               | -             | Racing 92                   | 2023            |
| Piliers                    |                   |                      |               |                             |                 |
| Aselo Ikahehegi            | 3 mai 2000        | France               | -             | Racing 92                   | 2021            |
| Ilia Kaikatsishvili        | 19 février 1993   | Géorgie              | -             | FC Grenoble                 | 2022            |
| Aïtor Kitutu               | 6 février 1998    | France               | -             | AC Bobigny 93               | 2018            |
| Cleopas Kundiona           | 15 décembre 1998  | Zimbabwe             |               | SO Chambéry                 | 2022            |
| Tornike Mataradze          | 18 octobre 1996   | Géorgie              |               | Lyon OU                     | 2018            |
| Farai Mudariki             | 13 février 1995   | Zimbabwe             |               | Worcester Warriors          | 2020            |
| Lasha Pkhakadze            | 7 décembre 2003   | Géorgie              | -             | Formé au club               | 2021            |
| Jordan Seneca              | 3 décembre 1991   | France               | -             | Stade rochelais             | 2017            |
| Kamaliele Tufele           | 11 octobre 1995   | France               | -             | US Montauban                | 2022            |
| Deuxièmes lignes           |                   |                      |               |                             |                 |
| Maxence Barjaud            | 25 mars 1996      | France               | -             | ASM Clermont                | 2018            |
| Joaquin Dominguez          | 11 septembre 2001 | Argentine            | -             | Formé au club               | 2023            |
| Chris Gabriel              | 22 février 2000   | Nouvelle-Zélande     | -             | ASM Clermont                | 2023            |
| Lasha Jaiani               | 21 avril 1998     | Géorgie              |               | Black Lion                  | 2022            |
| Wesley Lindor              | 9 mai 2002        | France               | -             | Racing 92                   | 2023            |
| Makatuki Polutele          | 15 février 1996   | France               | -             | SO Chambéry                 | 2022            |
| Senio Toleafoa             | 26 août 1993      | Samoa                |               | North Harbour               | 2021            |
| Ugo Vignolles              | 5 décembre 2002   | France               | -             | Lyon OU                     | 2024            |
| Troisièmes lignes          |                   |                      |               |                             |                 |
| Hugues Bastide             | 24 novembre 1991  | France               | -             | ASM Clermont                | 2013            |
| Steven David               | 19 juillet 1994   | France               | -             | Valence Romans DR           | 2022            |
| Jason Fraser               | 15 avril 1991     | Zimbabwe             |               | Griquas                     | 2017            |
| Julien Kazubek             | 16 juin 1992      | France               | -             | ASM Clermont                | 2015            |
| Kévin Noah                 | 10 juillet 2001   | France               | -             | ASM Clermont                | 2021            |
| Luka Plataret              | 27 août 1999      | France               | -             | Montpellier HR              | 2018            |
| Josateki Tuituba           | 26 janvier 2001   | Fidji                | -             | Formé au club               | 2024            |
| Rati Zazadze               | 27 juin 2003      | Géorgie              | -             | Formé au club               | 2024            |
| Demis de mêlée             |                   |                      |               |                             |                 |
| Hugo Bouyssou              | 4 juillet 1996    | France               | -             | Stade aurillacois           | 2023            |
| Guillaume Manevy           | 29 mai 1997       | France               | -             | RC Aubenas Vals             | 2020            |
| Simon Tarel                | 5 février 2003    | France               | -             | Provence Rugby              | 2024            |
| Demis d'ouverture          |                   |                      |               |                             |                 |
| Yohan Le Bourhis           | 14 mars 1994      | France               | -             | Oyonnax Rugby               | 2022            |
| Shaun Reynolds             | 15 juin 1995      | Afrique du Sud       | -             | Lions                       | 2020            |
| Centres                    |                   |                      |               |                             |                 |
| Rudy Derrieux              | 6 décembre 1993   | France               | -             | Montpellier HR              | 2014            |
| Alivereti Loaloa           | 10 décembre 2000  | Fidji                |               | Ratu Kadavulevu School (en) | 2019            |
| Atu Manu                   | 24 juillet 1998   | Tonga                |               | FC Grenoble                 | 2024            |
| Léonard Paris              | 20 mars 1996      | France               | -             | Racing 92                   | 2020            |
| Noa Pommelet               | 28 mars 2003      | France               | -             | Lyon OU                     | 2024            |
| Nicolas Ragoevi            | 19 décembre 2003  | France               | -             | Formé au club               | 2024            |
| Paula Walisoliso           | 1er avril 1997    | Fidji                | -             | CA Brive                    | 2024            |
| Ailiers                    |                   |                      |               |                             |                 |
| Lucas Blanc                | 19 avril 1995     | France               | -             | SC Albi                     | 2017            |
| → Arthur Mathiron          | 19 mai 2003       | France               | -             | Lyon OU (en prêt)           | 2023            |
| Perry Mayo                 | 9 mai 2002        | France               | -             | RC Massy Essonne            | 2022            |
| Gabin Rocher               | 30 avril 2004     | France               | -             | Montpellier HR              | 2024            |
| Johan Wasserman            | 2 janvier 2005    | Afrique du Sud       | -             | Formé au club               | 2023            |
| Arrières                   |                   |                      |               |                             |                 |
| Tom Deleuze                | 30 mars 2000      | France               | -             | RC Massy Essone             | 2024            |
| Dylan Jaminet              | 22 mai 2002       | France               | -             | USA Perpignan               | 2022            |

### Joueurs emblématiques
- Fouad Alouache
- Fa'atoina Autagavaia
- Coenraad Basson
- Paul Bosch
- Thomas Ceyte
- Isei Colati
- Josefa Domolailai
- Hikawera Elliot
- Ezzeddinne Ferjani
- Zac Guildford
- Solomone Francis
- Jason Fraser
- Jean Hadjkacem
- Zack Henry
- Matthew James
- Ilia Kaikatsishvili
- James Lakepa
- Seilala Lam

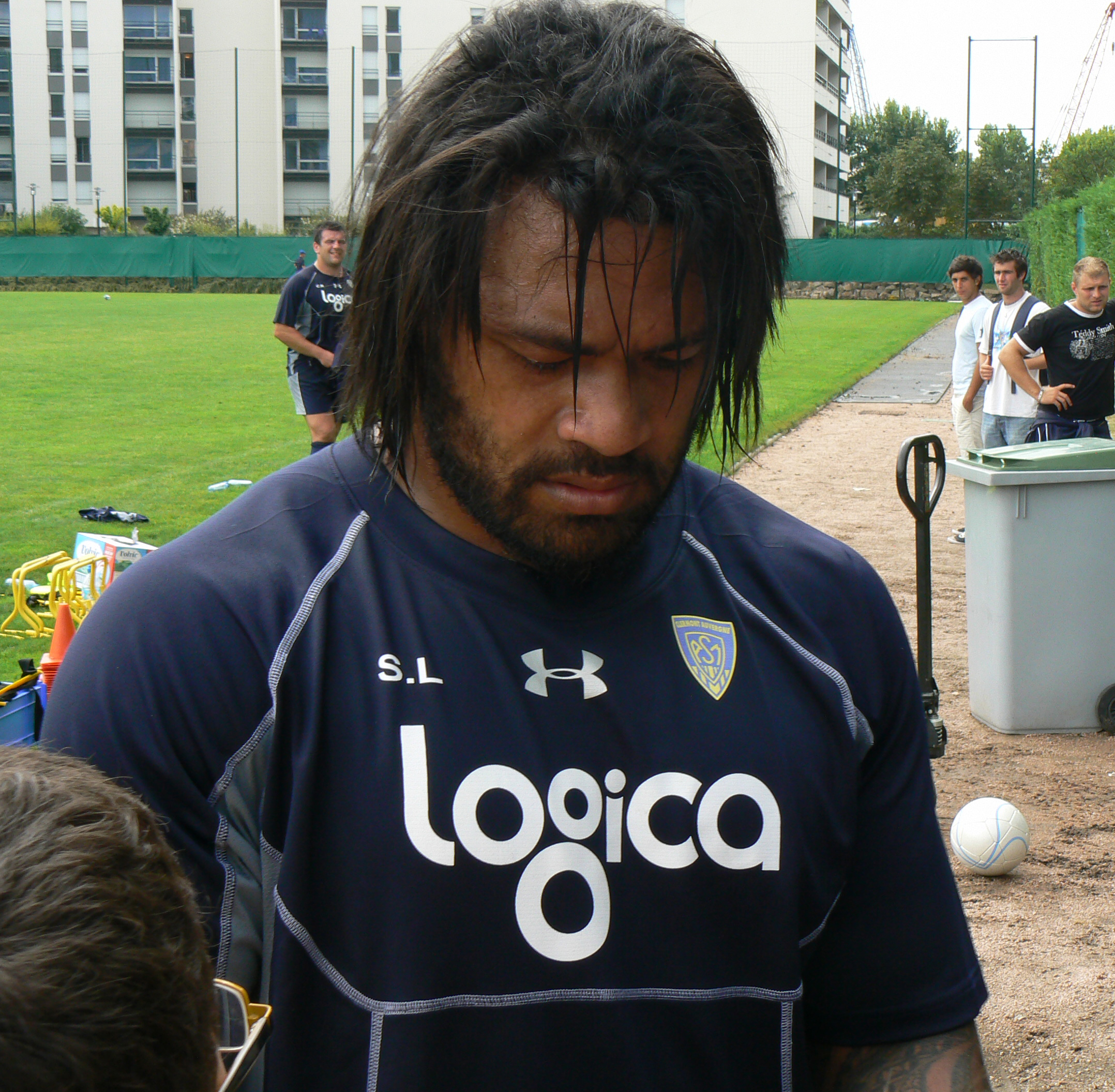
Sione Lauaki
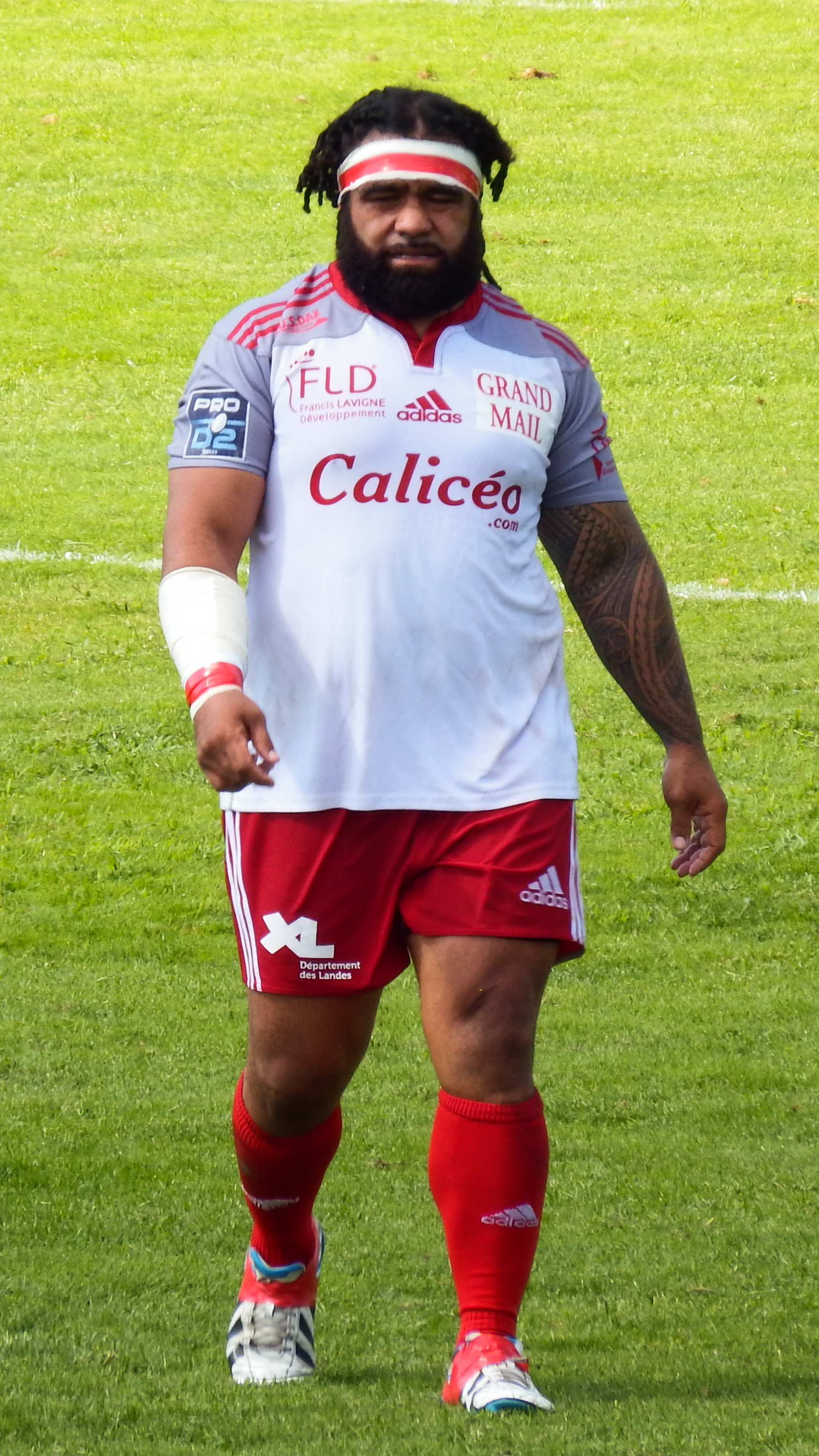
James Lakepa
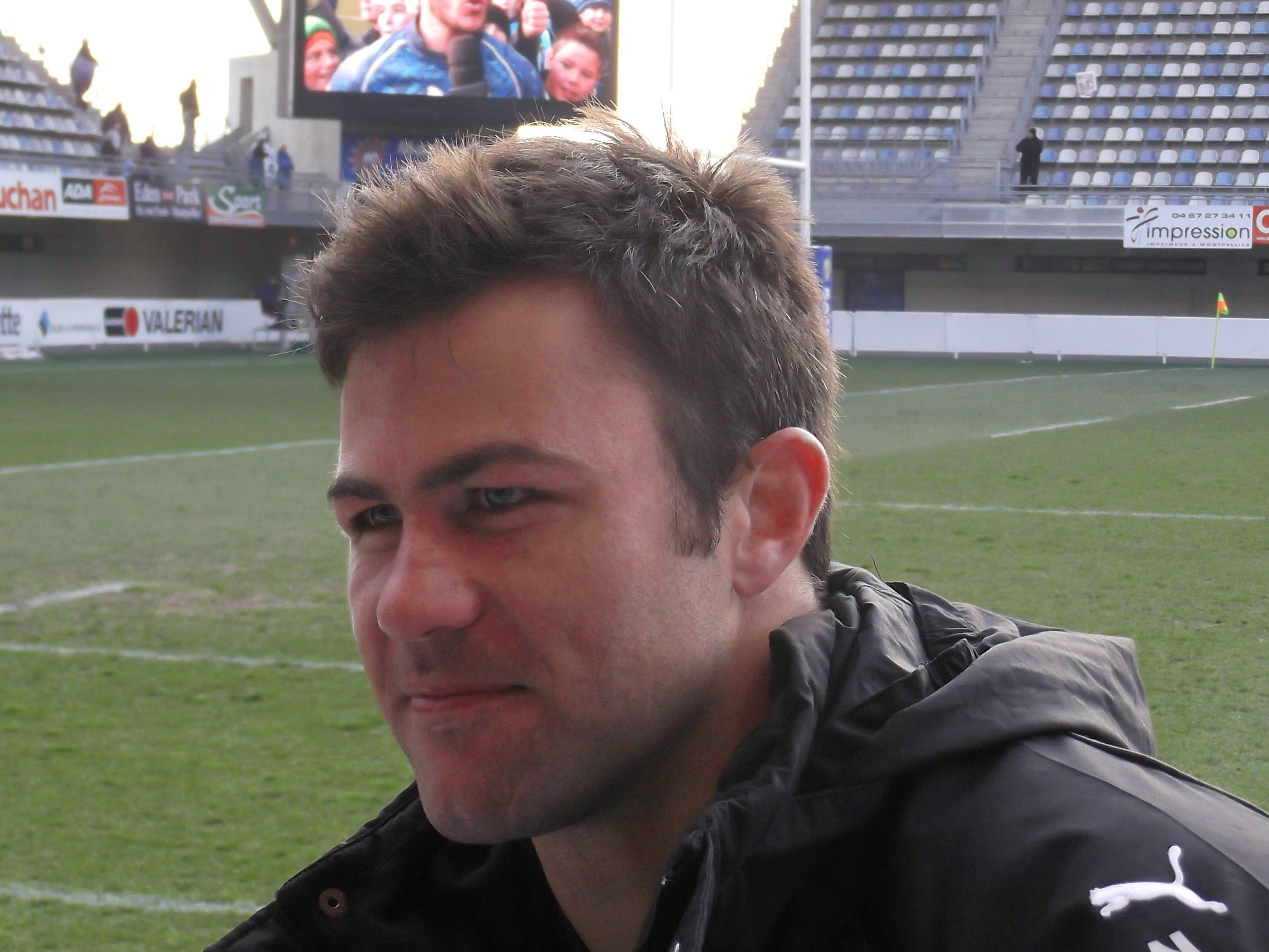
Paul Bosch

- David Lolohea
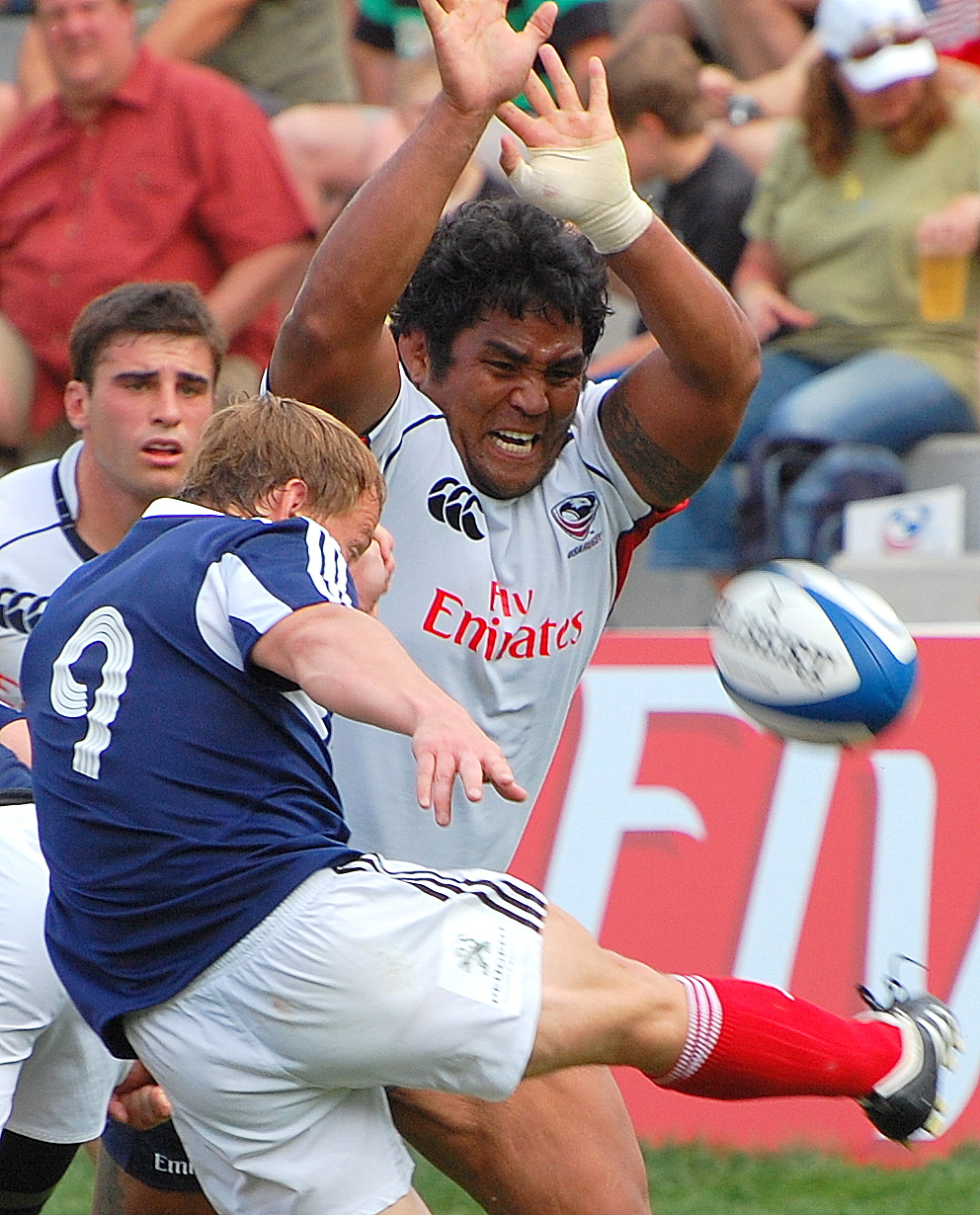
Matekitonga Moeakiola
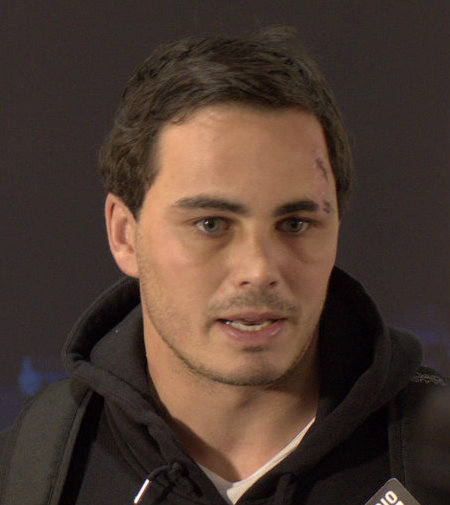
Zac Guildford

- Kenan Mutapčić
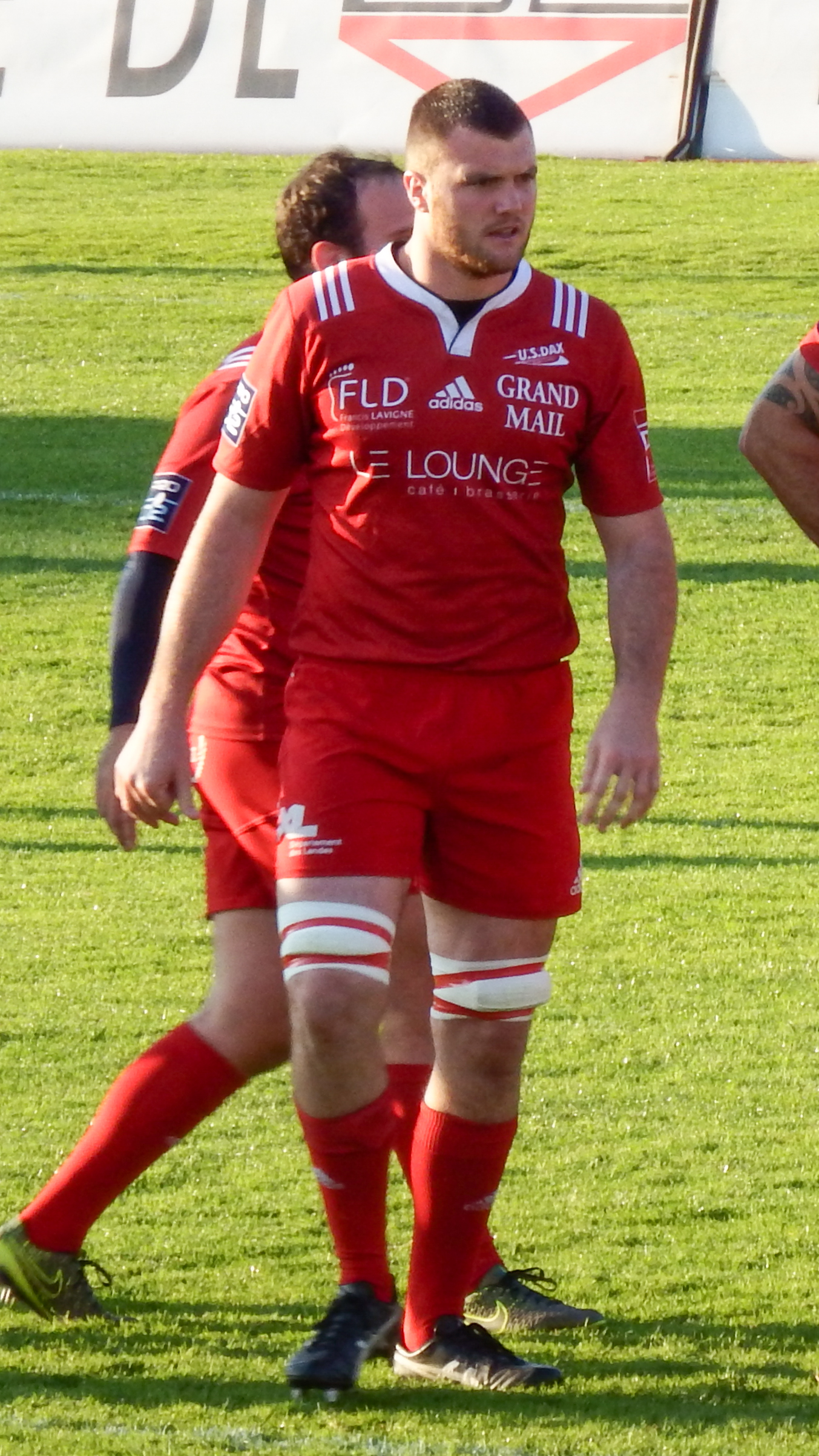
Thomas Paterson
- Pierre-Yves Pavin
- Frédéric Prégermain
- Josaia Raisuqe
- Nemo Roelofse
- Jean-Baptiste Rué
- Janick Tarrit
- Clément Praud
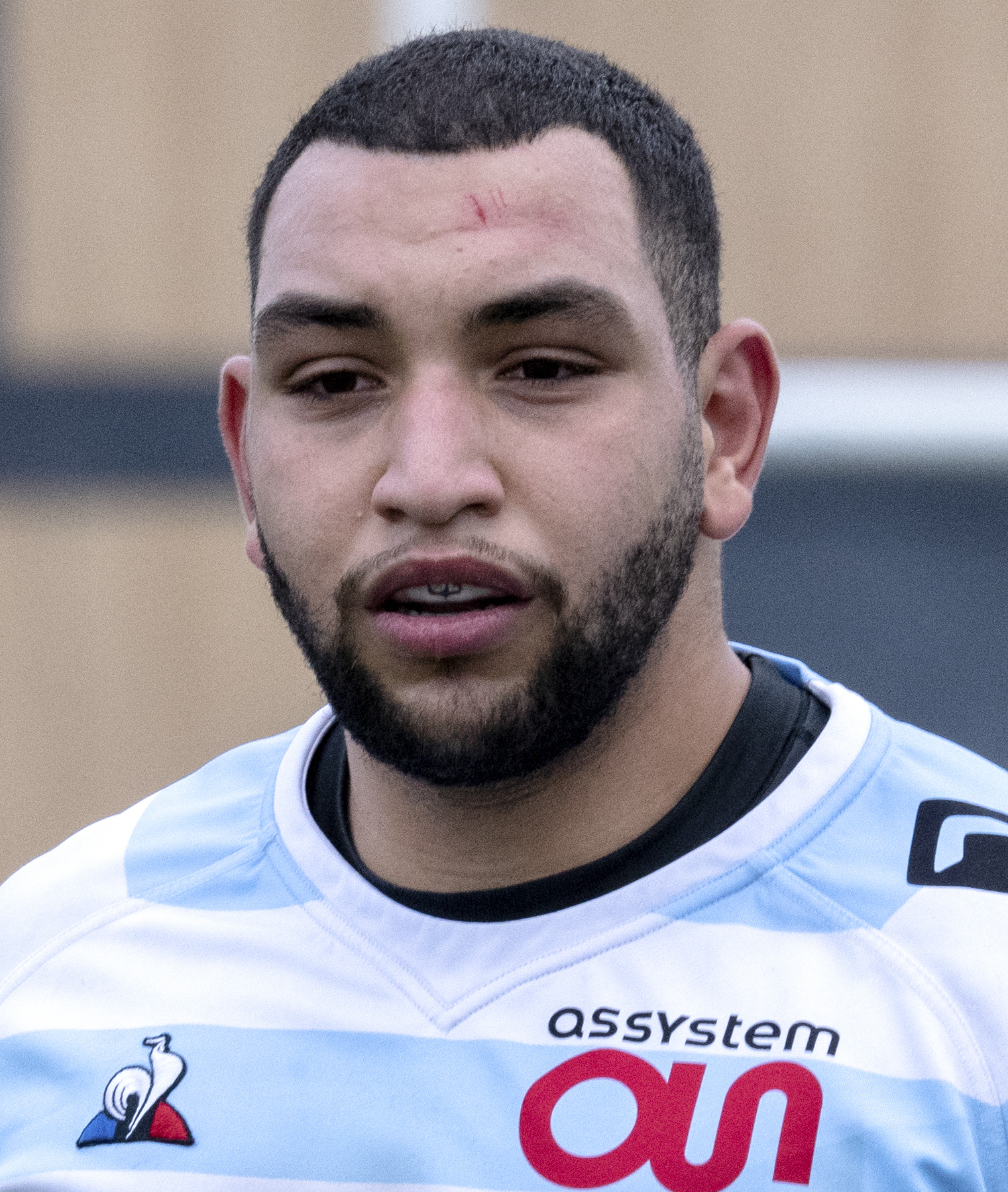
Issam Hamel
- Christian Ambadiang
- Cleopas Kundiona
- Georges Constant

- Sione Lauaki
- James Lakepa
- Paul Bosch
- Matekitonga Moeakiola
- Zac Guildford
- Thomas Ceyte
- Issam Hamel

### Présidents

#### Présidents de l'association
- Gustave Bossut (PAG)
- Jean de Maumigny (PAG)
- Jean Valette
- Paul Dubost
- Georges Chevasson
- Jean-Yves Debrousse
- Emmanuel Rondepierre
- Guy Duboisset
- Lucien Salmon
- Marcel Tissier
- Georges Garcia
- Jean-Jacques Ferragutti
- Yves Le Naour
- 1923-1924 : Bourdier
- 1924-1927 : Crochet
- 1927-1928 : Souverain
- 1928-1930 : Gugenheim
- 1930-1931 : Charles Lyron
- 1931-1937 : Chatelain
- 1937-1941 : Charles Lyron
- 1941-1942 : Bourdier
- 1942-1947 : Charles Lyron
- 1947-1948 : Guillaume
- 1948-1949 : Georges Chevasson
- 1949-1950 : Charles Lyron
- 1950-1953 : Jean-Yves Debrousse
- 1953-1957 : Jean-Pierre Bouyssonnie
- 1957-1961 : André Colas
- 1961-1966 : Robert Valette
- 1966-1969 : Louis de St-Blanquat
- 1969-1970 : Ch. Guisot
- 1970-1973 : Jean Bernard
- 1973-1976 : Pierre Bonnet
- 1976-1978 : Henri Froidefond
- 1978-1983 : Patrick Debrousse
- 1983 : Jean-François Bucket
- 1983-1986 : Pierre Savidan
- 1986 : Jean-Claude Mallet
- 1986-1989 : Patrick Debrousse
- 1989 : Jacques Gonin
- 1989-1994 : Maurice Valvin
- 1994-2002 : Jean-Claude Cluzeau
- 2002 : Jean-Paul Renard
- 2002-2004 : Gérard France et Serge Piriou
- 2004-2006 : Jean-Paul Renard
- 2006-2008 : Frédéric Fraysse et Philippe Chinellato
- 2008-2009 : Philippe Chinellato
- 2009-2014 : Alain Chevalier
- 2014-2018 : Thierry Guilloton
- 2018- : Arnaud Goguillot

#### Présidents de la structure professionnelle

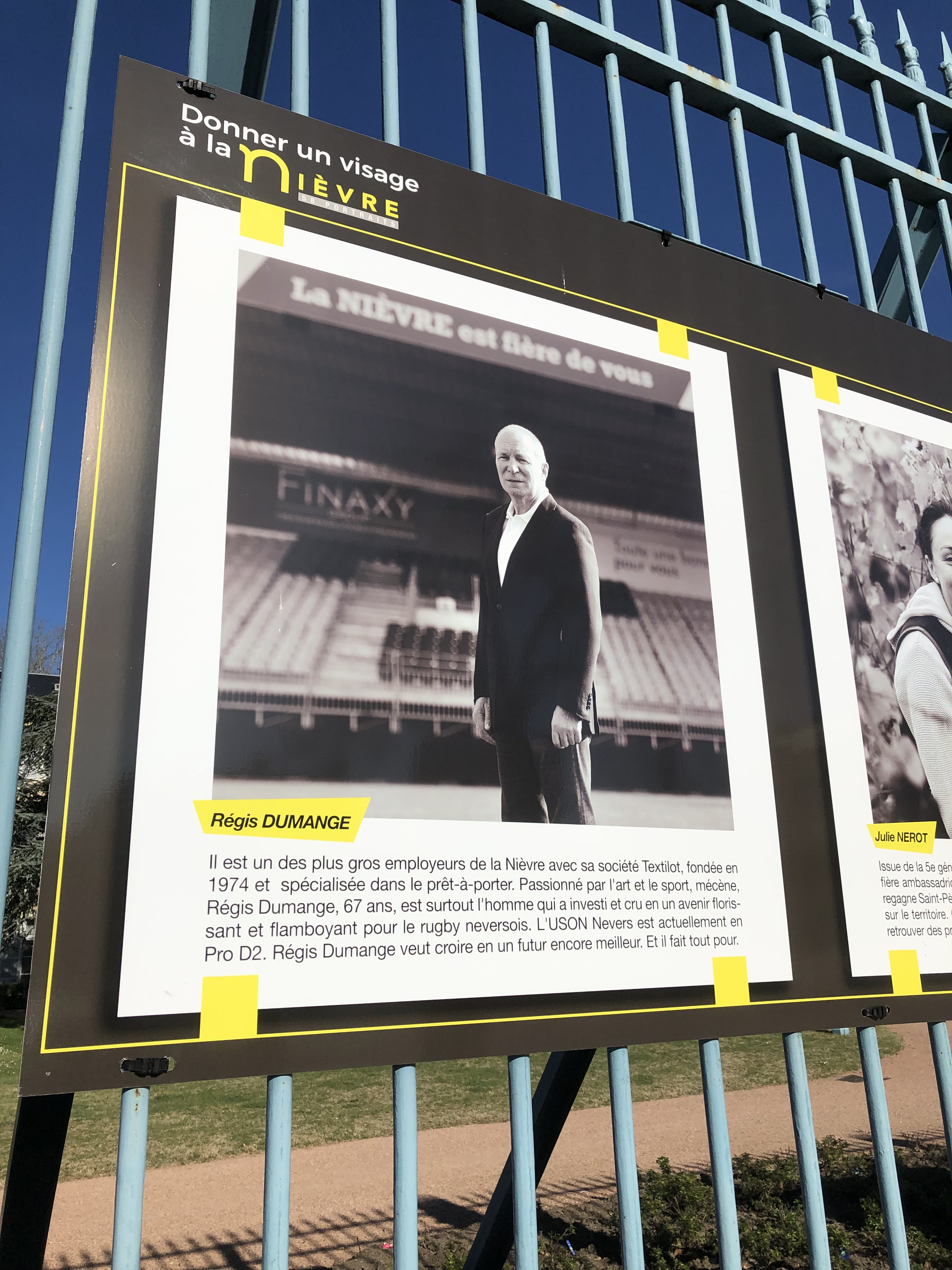
Le président du club Régis Dumange est aussi le PDG de Textilot Plus.

- 2009- : Régis Dumange

### Entraîneurs
- 2009-2010 : Jean-Baptiste Rué (manager)
- 2009-2012 : Jean-Baptiste Rué (manager) et Guillaume Jan (arrières)
- 2012-2013 : Jean-Baptiste Rué (manager), Julio García (avants) et Guillaume Jan (arrières)
- 2013-2015 : Jean Anturville (manager), Julio García (avants) et Guillaume Jan (arrières)
- 2015-2016 : Jean Anturville (manager), Sébastien Fouassier (avants) et Guillaume Jan (arrières)
- 2016-2022 : Xavier Péméja (manager), Sébastien Fouassier (avants) et Guillaume Jan (arrières)
- 2022- : Xavier Péméja (manager), Sébastien Fouassier (avants), Guillaume Jan (arrières) et Benjamin Thiéry (défense)[24]

## Historique des sponsors maillot
- Plus